# Torre de Intza
La Torre de Intza (en euskera y oficialmente Intzako dorrea) es un pico de la sierra de Aralar, la cual se caracteriza por ser en prácticamente la totalidad de su extensión  un gran macizo ondulado, que presenta zona kárstica, en la que se pueden encontrar gran número de hoyas, valles muertos, cuevas y simas. Es la mayor altura de dicha sierra, alcanzando los 1431 metros sobre el nivel del mar. Toma su nombre de Intza, aldea del valle de Araiz. Se encuentra en Navarra, muy cerca del límite con Guipúzcoa.
Ocasionalmente se la llama Irumugarrieta, aunque hay autores que consideran que no es correcto ya que dicho nombre se refiere a un lugar a 100 metros al sureste de la cumbre.